# 襄陽級掃海艇
襄陽級掃海艇（ヤンヤンきゅうそうかいてい、英語: Yangyang-class Minesweeper Hunter) は、大韓民国海軍の掃海艇の艦級。

## 設計
設計面では、先行する江景級の発展型とされている。機雷探知機は江景級の後期建造型と同じく可変深度式の2093型であるが、機雷処分具は、アメリカ製のAN/SLQ-48（アメリカ海軍オスプレイ級機雷掃討艇の搭載機と同型）に変更された（江景級と同じくイタリア製のプルートを搭載しているという説もある）。また、深深度対応の係維掃海具と感応掃海具も搭載している。
当初は10隻の建造が検討されたが、財政上の理由によって建造は3隻で打ち切られた。その後、2010年代に入って同等の掃海艇の追加装備が検討されるようになり、2021年11月19日に防衛事業庁は4番艇「南海」（MSH-575）の引渡しを発表し、「南海」は同月23日に鎮海基地で就役した。

## 同型艦
| #       | 艦名                         | 就役       |
| ------- | ---------------------------- | ---------- |
| MSH-571 | 襄陽 (ヤンヤン) ROK Yangyang | 1999年12月 |
| MSH-572 | 甕津 (オンジン) ROK Ongjin   | 2004年2月  |
| MSH-573 | 海南 (ヘナム) ROK Haenam     | 2005年3月  |
| MSH-575 | 南海 (ナムヘ) ROK Namhae     | 2021年11月 |